# District de Perg
Le district de Perg est une subdivision territoriale du Land de Haute-Autriche en Autriche.

## Géographie

### Lieux administratifs voisins
|  |  |  |
|  |  |  |
|  |  |  |

## Communes
Le district de Perg est subdivisé en 26 communes :
- Allerheiligen im Mühlkreis
- Arbing
- Bad Kreuzen
- Baumgartenberg
- Dimbach
- Grein
- Katsdorf
- Klam
- Langenstein
- Luftenberg an der Donau
- Mauthausen (ville)
- Mitterkirchen im Machland
- Münzbach
- Naarn im Machlande
- Pabneukirchen
- Perg
- Rechberg
- Ried in der Riedmark
- Saxen
- Schwertberg
- Sankt Georgen am Walde
- Sankt Georgen an der Gusen
- Sankt Nikola an der Donau
- Sankt Thomas am Blasenstein
- Waldhausen im Strudengau
- Windhaag bei Perg